# Dex, der Frauenheld
Dex, der Frauenheld ist eine US-amerikanische Filmkomödie aus dem Jahr 2000. Der in New Mexico gedrehte Film spielte an den US-Kinokassen 4,34 Millionen Dollar ein.

## Handlung
Der 32-jährige Dex ist belesen und gilt als charmant. Obwohl er übergewichtig ist, halten ihn viele Frauen für attraktiv. Seine Beziehungen sind meist von kurzer Dauer. Er hat drei ultimative „Aufreißregeln“ unter dem Motto „das TAO des Steve“ aufgestellt, die er an seinen Mitbewohner weitergibt. „Steve“ steht dabei als Synonym für alle „coolen“ Typen, wie etwa Steve McQueen.
Auf dem Treffen der Absolventen des College trifft Dex Syd, mit der er früher befreundet war. Er verliebt sich in sie und stellt fest, dass sein bisheriges Leben unerfüllt war.
Syd kehrt jedoch nach New York zurück, von dort ruft sie Dex an. Er erscheint ihr in diesem Augenblick persönlich.

## Kritiken
- Los Angeles Times (von Kevin Thomas): „eigentümlicher Genuss“.
- Boston Globe (von Jay Carr): Das Spiel von Donal Logue sei „eine der besten Darstellungen des Jahres“.
- Rolling Stone (von Peter Travers): Donal Logue wurde gelobt.
- Washington Post (von Rita Kempley): „warmherzig, wundervoll geistreich“.

## Auszeichnungen
Die Komödie wurde 2000 auf dem Sundance Film Festival mit dem „Special Jury Prize“ für Donal Logue ausgezeichnet. Jenniphr Goodman wurde für den „Grand Jury Prize“ nominiert.